# Karen Doggenweiler
Karen Sylvia Doggenweiler Lapuente (Santiago, 27 de agosto de 1969) es una periodista y presentadora de televisión chilena.

## Biografía

### Familia y estudios
Hija de Félix Doggenweiler Heim y Silvia Lapuente Burgos, es la mayor de dos hermanas. Cursó su educación básica y secundaria en la Scuola Italiana, donde adquirió un dominio fluido del italiano. Estudió durante 10 años ballet clásico, y participó en competencias de patinaje artístico y natación. Sus estudios superiores los realizó en la escuela de periodismo de la Universidad Gabriela Mistral. Además tiene estudios de idioma inglés.
En 1991, ingresó a Televisión Nacional de Chile (TVN) para realizar su práctica profesional, pasando luego a integrar el nuevo departamento de prensa creado en la red estatal después de la Dictadura Militar. Trabajó durante cinco años en dicho departamento, cubriendo tribunales, política y economía, y logrando exclusivas notas, como la entrevista al brigadier Pedro Espinoza y a Juan Pablo Dávila, principal implicado en un escándalo financiero en Codelco. Finalmente, se retiró para tener a su hija mayor Fernanda, hija de su primer matrimonio.

### Carrera profesional
Se reintegró a TVN en 1997, incorporándose al área deportiva del canal. Condujo junto a Fernando Solabarrieta NBA Jam, programa dedicado a cubrir la liga de básquetbol estadounidense. En el verano de 1998 realiza su primer reemplazo en el programa matinal Buenos días a todos, dando así inicio a su carrera como conductora de programas misceláneos y de entretención.
Adquirió fama tras su participación en el programa Pase lo que pase (1998-2001), junto a Felipe Camiroaga, logrando varios premios a la mejor conductora femenina, como los entregados por APES y la revista TV Grama. Paralelamente, continuó con sus reemplazos veraniegos en el programa matinal Buenos días a todos, llegando finalmente en 2002 a ser la conductora oficial. Tres años estuvo en dicho programa, que la situaron como primera figura femenina de la televisión chilena, liderando encuestas de popularidad y credibilidad. Se retiró para tener a su segunda hija, y su retorno se produce 2006 con el proyecto bicentenario de cultura popular Chile elige.
Paralela a su carrera en la industria televisiva, Karen ha trabajado en prestigiosas radios. En 2005 condujo en Radio Chilena Mujeres al volante junto a la también periodista Susana Horno. También trabajó en el programa matutino A toda radio de Radio Bío Bío, junto a Jorge Hevia.
En 2006 es una de las conductoras del programa El baile en TVN, iniciando cinco exitosas temporadas de la franquicia internacional de Dancing with the Stars de la BBC. En 2008 anima La familia del último pasajero, versión veraniega de El último pasajero. Ese año también estuvo en la coanimación de Estrellas en el Hielo junto a Rafael Araneda, con quien también conduce en 2009 el reality show Pelotón VIP, logrando las más altas sintonías que un reality haya obtenido en TVN.
El 20 y 21 de septiembre de 2008 fue una de las animadoras de la tradicional fiesta de "La Pampilla" de Coquimbo.
Ha participado en el programa satélite llamado Viña tiene festival los años 2007 y 2008 cubriendo el Festival de Viña del Mar. Ha incursionado en la actuación con apariciones en la serie La vida es una Lotería y en la película Mansacue.
Para octubre de 2009 se contemplaba su participación en el programa Un día con... en el canal de cable internacional Fashion TV, que consiste en un seguimiento por 48 horas a una celebridad latinoamericana. También tiene agendado para dicho canal su participación en un capítulo de Delis, sabor latino.
A fines del mes de octubre de 2009 acordó con TVN un permiso, por cuatro meses, sin goce de sueldo para acompañar a su esposo Marco Enríquez-Ominami en su campaña presidencial. En marzo de 2010 se reintegró a sus labores de TVN, en el programa diario especial de ayuda social, llamado Fuerza Chile, juntos nos levantamos, creado para informar, acompañar e ir en ayuda de los damnificados del terremoto del 27 de febrero que azotó el centro-sur de Chile.
El 25 de marzo de 2010, se estrenó en horario prime Circo de estrellas, donde Karen fue una de las conductoras y también fue la presentadora del docureality de este, llamado Circo, detrás de la magia. En junio de 2010 en el programa mundialero Halcón y Camaleón, Karen presentó notas referentes a los territorios afectados por el terremoto del 27 de febrero.
En septiembre de 2010 fue la conductora de Pelotón V y de su programa satélite Abre los ojos, donde recibía y entrevistaba a los participantes eliminados del programa. En octubre de 2010 se unió al programa Animal nocturno, donde tiene una participación especial presentando notas y entrevistas de contingencia y en enero de 2011 realizó un reemplazo por un mes en su conducción.
En marzo de 2011 se estrena el docureality Mamá a los 15, donde Karen es su conductora y hace un seguimiento a adolescentes embarazadas y su entorno. Al finalizar, este tuvo un alargue de cuatro programas llamado Mamá a los 15 en vivo, en el cual Karen entrevista a las protagonistas en vivo. Ese mismo mes se lanza Factor X Chile, donde Karen es una de los jurados estables del show. En esta primera temporada Karen fue la madrina de la categoría Grupos.
En abril de 2011 es elegida Reina Guachaca premio de índole popular, organizado por la comunidad guachaca en Chile, Karen arrasa en las votaciones con un 65% quedándose con la corona hasta abril de 2012.
Karen ha recibido también por dos años consecutivos, el reconocimiento de la comunidad peruana residente en Chile, otorgándole los años 2011 y 2012 el cetro de Reina de la Peruanidad
En mayo de 2011, Karen vuelve a los programas franjeados junto a Julián Elfenbein, en Dime por qué?, programa de corte misceláneo, sin embargo en julio de 2011 TVN decide sacarlo del aire por no cumplir con las expectativas del canal. En junio de 2011 se estrena La dieta del lagarto, programa de baile cuya particularidad es que todos sus concursantes son obesos y tienen como misión bajar de peso a través de la danza y dieta, Karen es la presentadora del espacio.

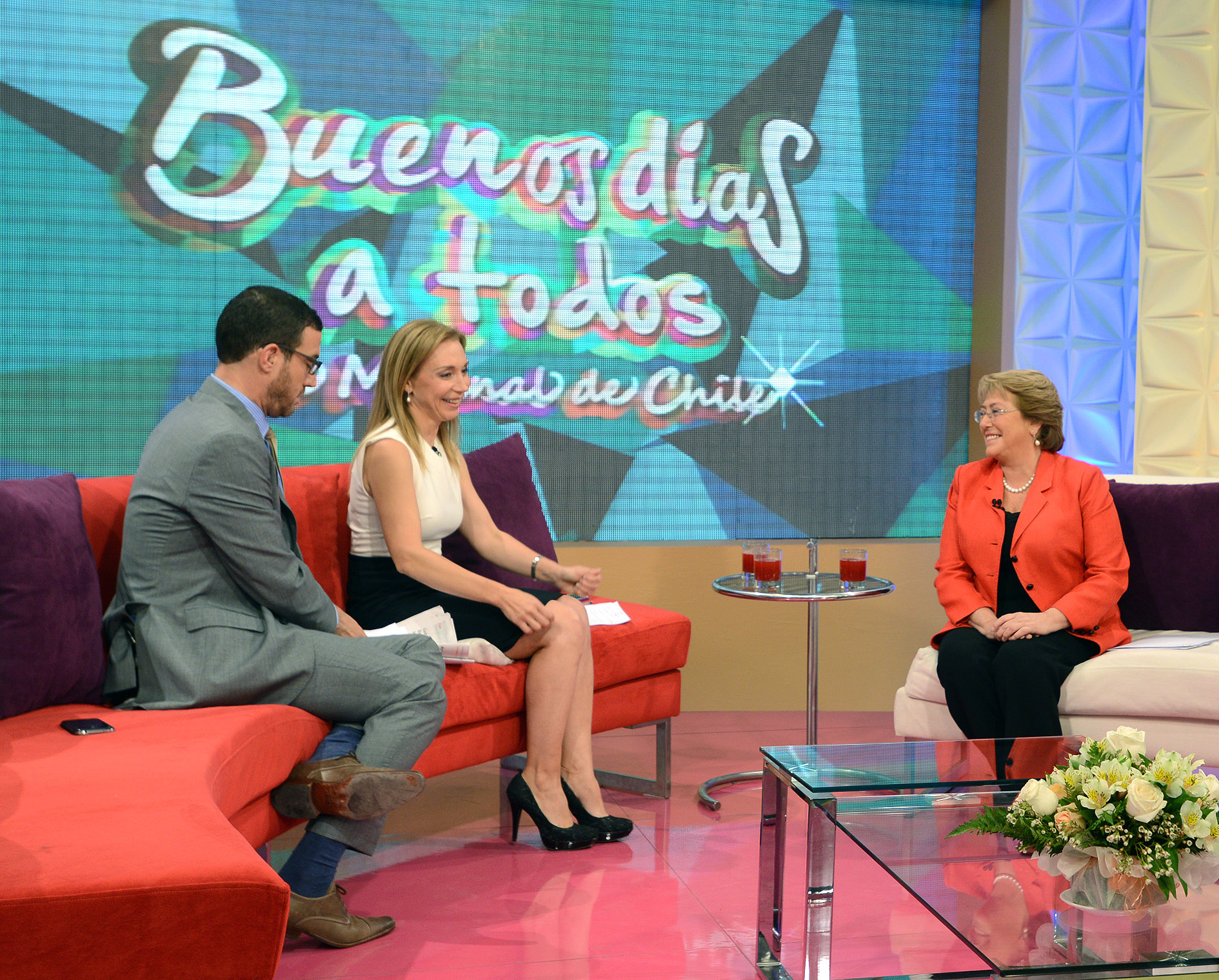
Julián Elfenbein y Karen Doggenweiler entrevistan en vivo en el matinal Buenos días a todos, a la presidenta Michelle Bachelet (2014).

Karen se reintegró el 23 de diciembre al matinal Buenos días a todos como su conductora oficial y al mismo tiempo se dedicó a las grabaciones de la segunda temporada del docureality Mamá a los 15 y a su nueva participación como jurado en la segunda temporada de Factor X Chile.
En febrero de 2012, Karen y Julián Elfenbein fueron los presentadores del V Festival Verano de Iquique, que fue transmitido por primera vez por televisión abierta dada la alianza estratégica de la Municipalidad de Iquique y TVN. En diciembre junto a su compañero de trabajo Julián Elfenbein ganan el Copihue de Oro, tanto mejor animador como mejor animadora de Chile.
En febrero de 2013, Karen junto a Julián son los presentadores del Festival de Antofagasta versión 2013, que contó entre sus invitados a los cantantes Yuri, Dyango, DJ Méndez entre otros.

El 31 de julio de 2013, Karen una vez más pide suspensión de contrato sin goce de sueldo a su casa televisiva, para participar activamente en el segundo intento presidencial de su marido, sin embargo y tal como la campaña pasada, su esposo no tuvo éxito en las pretensiones presidenciales de su país.

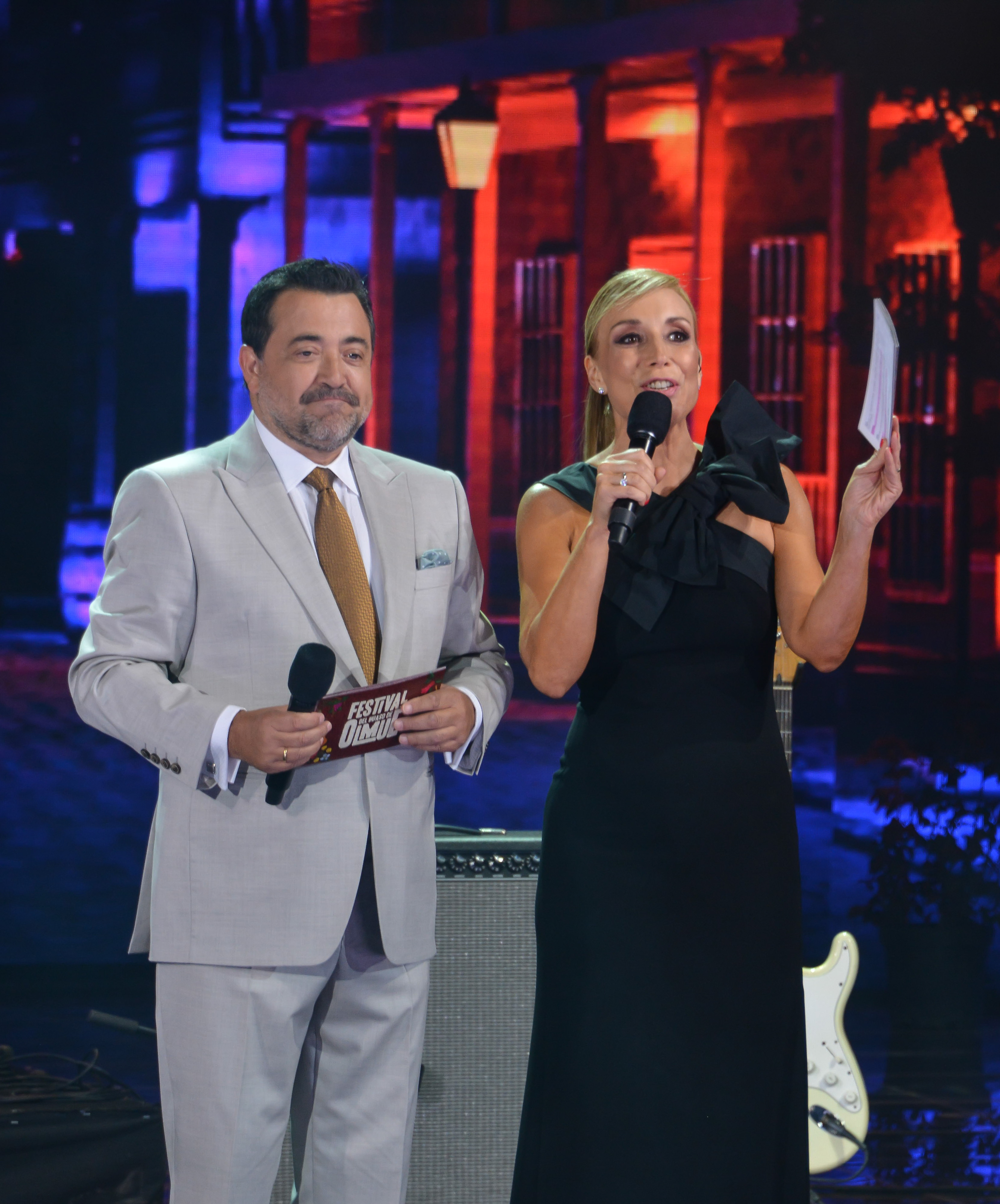
Doggenweiler junto a Leo Caprile como presentadores de Festival del Huaso de Olmué en 2017.

Karen se reintegra a su programa habitual, el matinal Buenos días a todos, el 15 de enero de 2014, asumiendo la titularidad en la conducción. Además es oficializada como presentadora del XLV Festival del Huaso de Olmué, donde cuyas transmisiones se las adjudicó TVN junto con Julián Elfenbein, con quien también animó el Festival de Antofagasta en febrero de ese año. Karen seguiría como animadora del festival de Olmué hasta la fecha junto con Gonzalo Ramírez (2016), Leo Caprile (2017-2018), Cristián Sánchez (2019) y Álvaro Escobar (2020). 
En 2015 recibe el Premio Todo Mejora en su calidad de figura pública que brinda apoyo y visibilidad a la ONG de la comunidad LGBT, mientras que en 2016 ganó el Premio Energía de Mujer en la categoría de Mejor conductora de televisión.
El 10 de junio de 2016, Karen dice adiós definitivamente al matinal Buenos días a todos, programa al que estuvo ligada en distintas etapas de su carrera. Junto con su salida se anunció su participación en nuevos proyectos dentro de TVN, entre ellos Eo eo eo, festival de invierno, que tuvo emisiones todos los viernes y sábados del mes de julio de 2016, con presentaciones de artistas, músicos, cantantes y humoristas en vivo, Karen fue su presentadora oficial y entre sus coanimadores destacan los actores brasileros de Moisés y los diez mandamientos, Sergio Marone y Guilherme Winter.
Operación verde es un proyecto de TVN, basado en intervenciones de la comunidad en su entorno utilizando la sustentabilidad como el 
eje central de su proyecto, Karen es la conductora de dicho espacio cultural.
En 2019, recibió la medalla de Hija Ilustre de la Municipalidad de Olmué.
El 23 de septiembre del 2022, Karen dio a conocer a través de su Instagram que renunció a TVN, después de alrededor de 30 años en la señal Estatal de Chile.
El lunes 2 de septiembre de 2024 fue presentada oficialmente como la animadora del próximo LXIV Festival Internacional de la Canción de Viña del Mar.

## Otros proyectos

### Beneficencia
Karen participa activamente en actos de beneficenci como la Teletón, Jornadas magallánicas del niño impedido, Peine por la vida (dedicado a ayudar económicamente a enfermos de sida privados de libertad), la Cruz Roja Chilena, la Fundación Santa Clara (niños portadores de VIH), el Hogar de Cristo, entre otras instituciones.

### Política
En 2005 Doggenweiler colabora de lleno en la candidatura a diputado por el distrito 10 de su segundo marido, Marco Enríquez-Ominami, en ese entonces militante del Partido Socialista (PS), desplazándose a terreno y animando eventos relativos a la campaña. Durante 2009 también participó activamente de la campaña presidencial de Ominami, desligado del PS, y tiene apariciones esporádicas en el docurreality La ruta del voto, que sigue al candidato independiente en su campaña, transmitido por el canal de cable Vía X. A fines de octubre de 2009, sorprendió con un permiso por 4 meses (sin goce de sueldo) en sus labores de conductora de TVN, para apoyar y reforzar la campaña presidencial de su marido.
A partir del 1 de agosto de 2013, Karen se incorpora una vez más en participar activamente en el segundo intento fallido de su marido por alcanzar el sillón presidencial del país. Para ello, una vez más puso en suspensión su contrato con TVN sin goce de sueldo durante 5 meses, tiempo de campaña electoral. 
En 2017, repetiría nuevamente para la tercera campaña presidencial de su marido, la cual tampoco fue exitosa. Para la campaña de 2021, la cuarta consecutiva, no se sumó ni participó activamente de la campaña, ni suspendió su contrato con TVN.

### Publicidad
Ha participando en vídeos promocionales para la Universidad Gabriela Mistral (2002-2003), así como en la publicidad de las siguientes marcas: lavalozas Dawn (1998); La Polar (1999-2003); Give (2011-2016); Activia (2011), Samsung Línea Blanca (2011-2012).

### Programas
| Programas de televisión | Programas de televisión                                   | Programas de televisión | Programas de televisión |
| Año                     | Programa                                                  | Rol                     | Canal                   |
| ----------------------- | --------------------------------------------------------- | ----------------------- | ----------------------- |
| 1991-1995               | 24 horas (noticiario)                                     | Conductora              | TVN                     |
| 1997                    | NBA JAM deportivo                                         | Conductora              | TVN                     |
| 1998-2001               | Pase lo que pase                                          | Conductora              | TVN                     |
| 1999-2000               | Super salvaje                                             | Conductora              | TVN                     |
| 2002                    | La gran sorpresa                                          | Conductora              | TVN                     |
| 2002-2004 2011-2016     | Buenos días a todos                                       | Conductora              | TVN                     |
| 2003                    | Tocando las estrellas                                     | Conductora              | TVN                     |
| 2006                    | Chile elige                                               | Conductora              | TVN                     |
| 2006-2008               | El baile en TVN                                           | Conductora              | TVN                     |
| 2008                    | Viña tiene festival                                       | Conductora              | TVN                     |
| 2008                    | La familia del último pasajero                            | Conductora              | TVN                     |
| 2008                    | Estrellas en el hielo                                     | Conductora              | TVN                     |
| 2009                    | Calle 7                                                   | Conductora              | TVN                     |
| 2009                    | Todos a coro                                              | Conductora              | TVN                     |
| 2009-2010               | Pelotón VIP                                               | Conductora              | TVN                     |
| 2009-2010               | Abre los ojos                                             | Conductora              | TVN                     |
| 2010                    | Chile ayuda a Chile                                       | Conductora              | ANATEL                  |
| 2010                    | Circo de estrellas                                        | Conductora              | TVN                     |
| 2010                    | Halcón y Camaleón                                         | Participación especial  | TVN                     |
| 2010                    | Pelotón V                                                 | Conductora              | TVN                     |
| 2010-2011               | Animal nocturno                                           | Participación especial  | TVN                     |
| 2011                    | Dime por qué?                                             | Conductora              | TVN                     |
| 2011                    | La dieta del lagarto                                      | Conductora              | TVN                     |
| 2011-2012               | Factor X Chile                                            | Jueza                   | TVN                     |
| 2011                    | Un minuto para ganar                                      | Participante            | TVN                     |
| 2011-2012, 2015         | Mamá a los 15                                             | Conductora              | TVN                     |
| 2012                    | Festival de Iquique                                       | Conductora              | TVN                     |
| 2012                    | Adopta un famoso                                          | Participante            | TVN                     |
| 2013-2014               | Festival de Antofagasta                                   | Presentadora            | TVN                     |
| 2013                    | Juga2                                                     | Participante            | TVN                     |
| 2014-2020               | Festival del Huaso de Olmué                               | Conductora              | TVN                     |
| 2015                    | Lip Sync Chile                                            | Conductora              | TVN                     |
| 2016                    | Eo eo eo                                                  | Conductora              | TVN                     |
| 2016                    | JJ. OO. Río de Janeiro                                    | Comentarista            | TVN                     |
| 2017                    | Mundial de Gimnasia Rítmica Pésaro                        | Conductora              | TVN                     |
| 2017                    | Mundial de Natación Budapest                              | Conductora              | TVN                     |
| 2017                    | Aquí nos vemos                                            | Conductora              | TVN                     |
| 2017                    | Operación verde                                           | Conductora              | TVN                     |
| 2018                    | Familias en jaque                                         | Conductora              | TVN                     |
| 2018                    | La huincha                                                | Conductora              | TVN                     |
| 2019                    | Llegó tu hora                                             | Conductora              | TVN                     |
| 2019                    | No culpes a la noche                                      | Conductora              | TVN                     |
| 2020                    | Échale la culpa a Viña                                    | Conductora              | TVN                     |
| 2020                    | Cocina fusión                                             | Conductora              | TVN                     |
| 2020                    | El juego de Chile                                         | Conductora              | TVN                     |
| 2021                    | Festivales de Selección: Humor en Viña                    | Conductora              | TVN                     |
| 2022                    | Buen finde                                                | Conductora              | TVN                     |
| 2022 presente           | Mucho gusto                                               | Conductora              | MEGA                    |
| 2023 -                  | La cabaña                                                 | Conductora              | MEGA                    |
| 2025                    | LXIV Festival Internacional de la Canción de Viña del Mar | Conductora              | MEGA                    |
| 2026                    | LXV Festival Internacional de la Canción de Viña del Mar  | Conductora              | MEGA                    |

### Premios
| Año  | Premio                            | Categoría                         |
| ---- | --------------------------------- | --------------------------------- |
|      | Apes                              | Mejor Animadora de Televisión     |
| 1999 | TV Grama                          |                                   |
| 2000 | Apes                              |                                   |
| 2001 | TV Grama                          |                                   |
| 2002 | TV Grama                          |                                   |
| 2011 | Reina Guachaca                    |                                   |
| 2011 | Copihue de Oro                    |                                   |
| 2011 | TV Grama                          |                                   |
| 2011 | Reina de La Peruanidad            |                                   |
| 2012 | Reina de La Peruanidad            |                                   |
| 2012 | Copihue de Oro                    |                                   |
| 2012 | Premio Fotech                     |                                   |
| 2013 | Premio Fotech-Terra               |                                   |
| 2013 | Premio Fundación Mujer Opina      | Comunicadora Destacada            |
| 2014 | Premio AIEP                       | Icono Moda - Categoría Televisión |
| 2015 | Premio Todo Mejora                | Personaje Público                 |
| 2016 | Premio Enersis - Energía de Mujer | Categoría Televisión Entretención |